# Mystacella solita
Mystacella solita är en tvåvingeart som beskrevs av Wulp 1890. Mystacella solita ingår i släktet Mystacella och familjen parasitflugor. Inga underarter finns listade i Catalogue of Life.